# Fautaua
Fautaua là một chi bướm đêm thuộc họ Erebidae.